# Усовниченко, Павел Андреевич
Павел Андреевич Усовниче́нко (1913—1962) — советский актёр театра и кино.

## Биография
Родился 11 (24 июня) 1913 года в Екатеринославе. 
Окончил студию при театре имени Т. Г. Шевченко в Днепропетровске (1931).
В 1930—1941 годах — актёр театров Днепропетровска, Донецка, Ворошиловграда, Саратова, Архангельска и Одесской киностудии.
С 1945 года — актёр театра имени Ленинского комсомола в Ленинграде.
В кино снимался с 1935 года (первая роль — Сашко в фильме «Половодье»).
Умер 23 января 1962 года. Похоронен в Ленинграде на Богословском кладбище .